# Vilhelmina kommun
Vilhelmina kommun är en kommun i Västerbottens län i landskapet Lappland i Sverige.
Vilhelmina är en fjällkommun med skog och myrmark i öst och fjäll med björkskog och trädlösa fjällhedar i väst. Skog och fjäll har också traditionellt utgjort basen för näringslivet men numer domineras näringslivet av tjänstenäringar, vilket inkluderar en växande turism. 
Med undantag för mitten av 1970-talet har folkmängden stadigt minskat sedan kommunen bildades. Socialdemokraterna har varit starkaste parti i samtliga val även om styret varit växlande.

## Administrativ historik
Kommunens område motsvarar Vilhelmina socken där Vilhelmina landskommun bildades 1875 när kommunreformen genomfördes i Lappland.
I landskommunen inrättades 23 mars 1917 Vilhelmina municipalsamhälle som upplöstes 1947 då Vilhelmina köping bildades genom en utbrytning ur landskommunen.
Kommunreformen 1952 påverkade inte indelningarna i området, då varken Västerbottens eller Norrbottens län berördes av reformen.
1965 införlivades landskommunen i köpingen.Vilhelmina kommun bildades vid kommunreformen 1971 genom en ombildning av Vilhelmina köping.
Kommunen ingår sedan bildandet i Lycksele domsaga.
Kommunen ingår sedan 2010 i Förvaltningsområdet för samiska, kommunnamnet på samiska är  Vualtjeren tjïelte. 

## Geografi
Kommunen gränsar i söder till Dorotea kommun, i väster till Hattfjelldals kommun i Norge, i sydväst till Strömsunds kommun, i sydöst till Åsele kommun, i öster till Lycksele kommun och i norr till Storumans kommun. Centralort är Vilhelmina med 3 572 invånare som är kommunens enda tätort där 52,3 % av kommunens invånare bodde 2015. Det är den till ytan största kommunen i Västerbottens län.

### Topografi och hydrografi

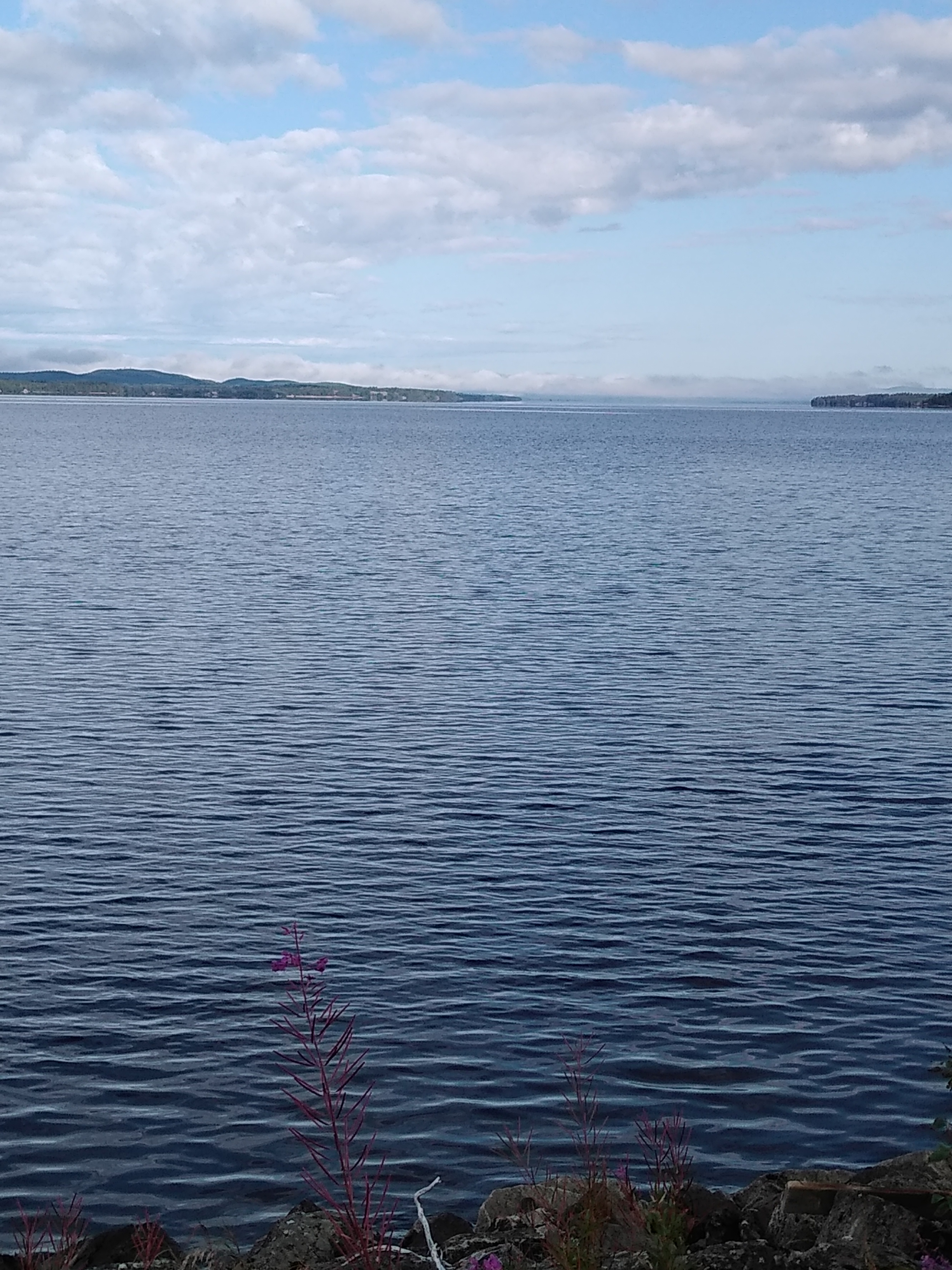
Malgomaj, den största sjön i Vilhelmina kommun.

I östra delen av kommunen finns kuperad terräng täckt med skog och myrmark medan västra delen utgörs av fjällkedja med björkskog och trädlösa fjällhedar. Den högsta punkten ligger på Marsfjällen som når 1 589 meter över havet. Vattendrag och djupa sjöar så som Kultsjön, Malgomaj och Vojmsjön är belägna i de djupa dalstråken vilka tillhör Ångermanälvens övre avrinningsområde. I öster finns starrmyrar och sydliga moränsluttningar, dessa är de områden där det i huvudsak finns odlingsmark i kommunen.

### Naturskydd
Det fanns 25 naturreservat i kommunen år 2022. Urskogsartad granskog hittas i det kuperade reservatet Björnberget medan ett av Sveriges största myrområden finns i reservatet Blaikfjället. Ett annat myrområde hittas i Främmermyran, ett ovanligt område med fyra källkupoler, varifrån järnhaltigt vatten strömmar fram ur marken. Detta gör att växter som fridlysta myrbräckan och mossa som käppkrokmossan trivs. Njakafjäll är inte bara naturreservat utan också klassat som Natura 2000-område. I områdets gammelskog växer bland annat garnlav och osttickor. Bland djur hittas ren, älg, järv och lodjur samt fågelarter som lavskrika, tretåig hackspett och lappmes.

### Administrativ indelning
Fram till 2016 var kommunen för befolkningsrapportering indelad i ett enda område: Vilhelmina församling
Från 2016 indelas kommunen i ett enda distrikt, Vilhelmina distrikt.

### Tätorter
År 2020 bodde 51,3 procent av kommunens invånare i någon av kommunens tätorter, vilket var lägre än motsvarande siffra för riket där genomsnittet var 87,6 procent. Vid Statistiska centralbyråns tätortsavgränsning 2020 fanns det en tätort i Vilhelmina kommun, Vilhelmina.
Kommunen hade den 31 december 2017 en befolkningstäthet på 0,8 invånare per km², medan den i riket var 24,8 inv/km².

## Styre och politik

### Styre
Vid valet 2006 förlorade Socialdemokraterna makten. År 2010 fick Socialdemokraterna återigen makten, denna gång med egen majoritet men valde att samstyra med Vänsterpartiet. Efter valet 2014 tappade Socialdemokraterna återigen makten efter att ha gått från nästan 55 procent av rösterna i valet 2010 till 37,8 procent. Partiet kunde dock fortsätta styra genom att bilda majoritet genom en valteknisk samverkan med Vänsterpartiet och den politiske vilden Bengt Bergsten. Efter valet 2018 togs makten över av Centerpartiet, Kristdemokraterna, Moderaterna, Feministiskt initiativ och Politiskt alternativ under namnet Koalitionen. Senare ändrades detta och Centerpartiet styr nu tillsammans med Socialdemokraterna.

### Kommunfullmäktige

#### Presidium
| Presidium 2022–2026    | Presidium 2022–2026 | Presidium 2022–2026 |
| ---------------------- | ------------------- | ------------------- |
| Ordförande             | S                   | Mikael Österberg    |
| Förste vice ordförande | C                   | Annika Andersson    |
| Andre vice ordförande  | S                   | Maria Bäckström     |

#### Mandatfördelning 1970–2022
|  | 17 | 6 | 7 | 2 | 2 |

| 33 |

|  | 18 | 7 | 5 | 2 | 2 |

| 32 |

| 2 | 18 | 7 | 5 | 2 |  |

| 30 | 5 |

| 2 | 19 | 6 | 5 | 2 |  |

| 28 | 7 |

| 2 | 20 | 6 | 3 | 2 | 2 |

| 29 | 6 |

| 2 | 19 |  | 5 | 4 | 2 | 2 |

| 28 | 7 |

| 2 | 18 | 2 | 5 | 4 | 2 | 2 |

| 25 | 10 |

| 2 | 16 |  | 6 | 5 | 3 | 2 |

| 24 | 11 |

| 2 | 19 | 2 | 4 | 4 | 2 | 2 |

| 21 | 14 |

| 4 | 18 | 4 | 4 | 3 | 2 |

| 20 | 15 |

| 3 | 15 | 6 | 5 | 5 |  |

| 18 | 17 |

| 3 | 14 | 7 | 4 | 5 | 2 |

| 19 | 16 |

| 2 | 19 | 3 | 4 | 2 | 3 | 2 |

| 19 | 16 |

| 2 | 11 |  | 3 | 6 | 3 |  |

| 13 | 14 |

| 2 | 10 |  |  |  | 8 | 3 |  |

| 13 | 14 |

| 3 | 8 | 3 | 2 | 3 | 6 | 2 |

| 16 | 11 |

### Nämnder

#### Kommunstyrelse
Totalt har kommunstyrelsen 15 ledamöter, varav fem tillhör Socialdemokraterna, fyra tillhör Kristdemokraterna, två tillhör Centerpartiet, medan Moderaterna, Sverigedemokraterna, Politisk aktion och Vänsterpartiet har en ledamot vardera.
| Presidium 2022–2026   | Presidium 2022–2026 | Presidium 2022–2026 |
| --------------------- | ------------------- | ------------------- |
| Ordförande            | S                   | Andreas Eliasson    |
| Vice ordförande       | KD                  | Max Fredriksson     |
| Andre vice ordförande | KD                  | Lennart Fjellman    |

#### Lista över kommunstyrelsens ordförande
- Yngve Lauritz, Socialdemokraterna, 1971–1985[27][28][29]
- Karl Gustav Abramsson, Socialdemokraterna, 1985–1998[30][31][32]
- Annelie Nordström, Socialdemokraterna, 1998–2000
- Åke Nilsson, Socialdemokraterna, 2002–2006[33]
- Gunnar Hörnlund, Centerpartiet, 2006–1 maj 2009[34][35][36]
- Maria Kristoffersson, Centerpartiet, 2009–2010
- Åke Nilsson, Socialdemokraterna, 2010–september 2017[37][38]
- Annika Andersson, Centerpartiet, 2018–2022[39][40]
- Magnus Johansson, Socialdemokraterna, 1 januari 2018–2018[41]
- Andreas Eliasson, Socialdemokraterna, 2022–[40]

Denna lista hämtas från Wikidata. Informationen kan ändras där.

#### Övriga nämnder
| Nämnd                  | Ordförande | Ordförande         | Vice ordförande | Vice ordförande | Andre vice ordförande | Andre vice ordförande |
| ---------------------- | ---------- | ------------------ | --------------- | --------------- | --------------------- | --------------------- |
| Miljö- och byggnämnden | S          | Ann-Kristin Norman | KD              | Ewa Larsson     | M                     | Gustaf Gustafsson     |
| Valnämnden             | S          | Ewa Hed            | S               | Petra Jonsson   |                       |                       |

## Ekonomi och infrastruktur

### Näringsliv
Skog och fjäll har varit den traditionella basen för det lokala näringslivet, men tjänstenäringarna har med tiden vuxit och dominerar numer. 11 procent av befolkningen var sysselsatta inom jord-  och skogsbruket i början av 2020-talet, vilket inkluderade rennäringen medan fem procent var sysselsatta inom tillverkningsindustrin som huvudsakligen bestod av små företag. Resterande andel, 84 procent, var sysselsatta inom tjänstenäringar och handel vilket inkluderade både offentliga och privata arbetsgivare. Turismen har blivit en allt viktigare del av tjänstenäringarna med arbetsgivare som exempelvis Hotell Vilhelmina och Marsfjäll hotell och konferens. Den enskilt största arbetsgivaren var dock kommunen.

### Infrastruktur

#### Transporter
Från söder går E45 och riksväg 90 samman i en gemensam väg och passerar centralorten på sin väg norrut. Även Inlandsbanan genomkorsar kommunen. I kommunen finns även South Lapland Airport.

#### Utbildning
År 2022 fanns kommunala grundskolor i centralorten samt i Saxnäs och Dikanäs, två fjällbyar. I kommunen fanns även  Strandskolan, en fristående skola som bedrevs av Vilhelmina Fria Församling. Malgomajskolan är kommunens gymnasieskola. På Vilhelmina Lärcentrum fanns Yrkeshögskola, SFI och Vuxenutbildning.

## Befolkning

### Demografi

#### Befolkningsutveckling
Kommunen har 6 227 invånare (31 mars 2025), vilket placerar den på 259:e plats avseende folkmängd bland Sveriges kommuner. 
Mellan 1970 och 2015 minskade befolkningen i Vilhelmina kommun med 21,3 % jämfört med hela Sveriges befolkning som under samma period ökade med 18,0 %.
| Befolkningsutvecklingen i Vilhelmina kommun 1970–2020                                                           | Befolkningsutvecklingen i Vilhelmina kommun 1970–2020 | Befolkningsutvecklingen i Vilhelmina kommun 1970–2020 | Befolkningsutvecklingen i Vilhelmina kommun 1970–2020 | Befolkningsutvecklingen i Vilhelmina kommun 1970–2020 |
| --- | ----------------------------------------------------- | ----------------------------------------------------- | ----------------------------------------------------- | ----------------------------------------------------- |
| |                                                       |                                                       |                                                       |                                                       |
| År |                                                       |                                                       | Folkmängd                                             |                                                       |
| 1970 | 1970                                                  |                                                       | 8 676                                                 |                                                       |
| 1975 | 1975                                                  |                                                       | 8 687                                                 |                                                       |
| 1980 | 1980                                                  |                                                       | 8 681                                                 |                                                       |
| 1985 | 1985                                                  |                                                       | 8 640                                                 |                                                       |
| 1990 | 1990                                                  |                                                       | 8 509                                                 |                                                       |
| 1995 | 1995                                                  |                                                       | 8 509                                                 |                                                       |
| 2000 | 2000                                                  |                                                       | 7 918                                                 |                                                       |
| 2005 | 2005                                                  |                                                       | 7 327                                                 |                                                       |
| 2010 | 2010                                                  |                                                       | 7 135                                                 |                                                       |
| 2015 | 2015                                                  |                                                       | 6 829                                                 |                                                       |
| 2020 | 2020                                                  |                                                       | 6 539                                                 |                                                       |
| Anm: Uppgifterna avser förhållandena den 31 december enligt den kommunala indelningen den 1 januari året efter. |                                                       |                                                       |                                                       |                                                       |

#### Könsfördelning
Den 31 december 2017 hade Vilhelmina kommun en könsfördelning på 1,05 män per kvinna. Fördelat på ålder såg könsfördelningen ut på följande sätt:
- 0–14 år: 0,98 män per kvinna
- 15–24 år: 1,23 män per kvinna
- 25–54 år: 1,08 män per kvinna
- 55–64 år: 1,07 män per kvinna
- 65 år och äldre: 0,96 män per kvinna

#### Åldersfördelning
Medelåldern i kommunen år 2016 var 44,5 år (varav 43,8 år för män och 45,2 år för kvinnor) vilket ligger över rikets genomsnitt på 41,2 år (varav 40,3 år för män och 42,2 år för kvinnor).
Åldersfördelningen i Vilhelmina kommun enligt siffror från Statistiska centralbyrån avseende förhållandena den 31 december 2017:
| Ålder 31 december 2017 | Antal | Andel   | Varav män | Kvinnor |
| ---------------------- | ----- | ------- | --------- | ------- |
| 0–14 år                | 1 077 | 15,87 % | 533       | 544     |
| 15–24 år               | 797   | 11,74 % | 440       | 357     |
| 25–54 år               | 2 199 | 32,40 % | 1 144     | 1 055   |
| 55–64 år               | 1 012 | 14,91 % | 524       | 488     |
| 65+ år                 | 1 702 | 25,08 % | 834       | 868     |

#### Utländsk bakgrund
Den 31 december 2016 utgjorde antalet invånare med utländsk bakgrund (utrikes födda personer samt inrikes födda med två utrikes födda föräldrar) 626, eller 9,20 % av befolkningen (hela befolkningen: 6 805 den 31 december 2016). Den 31 december 2002 utgjorde antalet invånare med utländsk bakgrund enligt samma definition 243, eller 3,17 % av befolkningen (hela befolkningen: 7 655 den 31 december 2002).
| Bakgrund den 31 december 2016                             | Antal | Andel   | Varav män | Kvinnor |
| --------------------------------------------------------- | ----- | ------- | --------- | ------- |
| Utrikes födda                                             | 561   | 8,24 %  | 295       | 266     |
| Inrikes födda med två utrikes födda föräldrar             | 68    | 0,96 %  | 28        | 37      |
| Inrikes födda med en inrikes och en utrikes född förälder | 205   | 3,01 %  | 102       | 103     |
| Inrikes födda med två inrikes födda föräldrar             | 5 974 | 87,79 % | 3 057     | 2 917   |

#### Invånare efter de vanligaste födelseländerna
Denna tabell redovisar födelseland för Vilhelmina kommuns invånare enligt den statistik som finns tillgänglig från Statistiska centralbyrån (SCB). SCB redovisar endast födelseland för de fem nordiska länderna samt de 12 länder med flest antal utrikes födda i hela riket. En person som inte kommer från något av de här 17 länderna har istället av SCB förts till den världsdel som födelselandet tillhör. Personer födda i Sovjetunionen samt de personer med okänt födelseland är också medtagna i statistiken.
| Födelseland 31 december 2017 | Födelseland 31 december 2017      | Födelseland 31 december 2017 | Födelseland 31 december 2017 | Födelseland 31 december 2017 |
| ---------------------------- | --------------------------------- | ---------------------------- | ---------------------------- | ---------------------------- |
| Nr                           | Land/världsdel                    | Antal                        | Andel                        | Andel i hela riket           |
| 1                            | Sverige                           | 6 197                        | 91,31 %                      | 81,45 %                      |
| 2                            | Afrika: Övriga länder             | 98                           | 1,44 %                       | 1,01 %                       |
| 3                            | Syrien                            | 69                           | 1,02 %                       | 1,70 %                       |
| 4                            | Asien: Övriga länder              | 46                           | 0,68 %                       | 2,22 %                       |
| 4                            | Eritrea                           | 46                           | 0,68 %                       | 0,39 %                       |
| 6                            | Norge                             | 44                           | 0,65 %                       | 0,42 %                       |
| 7                            | Europeiska unionen: Övriga länder | 38                           | 0,56 %                       | 2,15 %                       |
| 8                            | Afghanistan                       | 36                           | 0,53 %                       | 0,43 %                       |
| 9                            | Finland                           | 32                           | 0,47 %                       | 1,49 %                       |
| 10                           | Iran                              | 28                           | 0,41 %                       | 0,73 %                       |
| 11                           | Somalia                           | 22                           | 0,32 %                       | 0,66 %                       |
| 12                           | Tyskland                          | 21                           | 0,31 %                       | 0,50 %                       |
| 13                           | Thailand                          | 19                           | 0,28 %                       | 0,41 %                       |
| 14                           | Europa utom EU: Övriga länder     | 18                           | 0,27 %                       | 0,77 %                       |
| 15                           | Sydamerika                        | 16                           | 0,24 %                       | 0,70 %                       |
| 16                           | Irak                              | 15                           | 0,22 %                       | 1,39 %                       |
| 17                           | Danmark                           | 14                           | 0,21 %                       | 0,40 %                       |
| 18                           | Nordamerika                       | 13                           | 0,19 %                       | 0,38 %                       |
| 19                           | Polen                             | 6                            | 0,09 %                       | 0,90 %                       |
| 20                           | Bosnien och Hercegovina           | 4                            | 0,06 %                       | 0,58 %                       |
| 21                           | Turkiet                           | 3                            | 0,04 %                       | 0,48 %                       |
| 22                           | / SFR Jugoslavien/FR Jugoslavien  | 2                            | 0,03 %                       | 0,65 %                       |
| 23                           | Island                            | 0                            | 0,00 %                       | 0,06 %                       |
| 23                           | Oceanien                          | 0                            | 0,00 %                       | 0,06 %                       |
| 23                           | Okänt födelseland                 | 0                            | 0,00 %                       | 0,01 %                       |
| 23                           | Sovjetunionen                     | 0                            | 0,00 %                       | 0,06 %                       |

#### Utländska medborgare
Den 31 december 2016 hade 400 invånare (5,88 %), varav 227 män och 173 kvinnor, ett utländskt medborgarskap och saknade samtidigt ett svenskt sådant. Personer som har både utländskt och svenskt medborgarskap räknas inte av Statistiska centralbyrån som utländska medborgare.

### Språk
Kommunen ligger inom det sydsamiska språkområdet, men inom kommunen talas även nordsamiska. Detta då staten tvångsförflyttade renskötande familjer från Karesuandoområdet på 1930-talet. Båda språken är hotade.
Vilhelmina ingår i förvaltningsområdet för samiska sedan 1 januari 2010.

## Kultur

### Kulturarv
Närvarokrav i kyrkan kunde i Norrland, där geografiskt stora socknar var vanligt, leda till att kyrkhelger tog flera dagar i anspråk. För övernattning byggdes då kyrkstäder runt om i Norrland. En av dessa är Vilhelmina kyrkstad som byggdes på 1840-talet, men där delar brann ner i en stor brand 1921. De kvarstående byggnaderna har renoverats i omgångar. En annan kyrkstad är Fatmomakke kyrkstad som användes av både samer och nybyggare.
I kommunen har flera samiska fornlämningar hittats. Däribland en offerplats i Bäsksjö, en björngrav vid Gråtanån och lämningar efter renvall och kåtatomter i Tomasvallen.

### Kommunvapen
Blasonering: I silver två korslagda blå vargspjut, försedda nedtill med skoning och upptill med renhornslida över spetsen, allt i rött, under en med röda bårder på silver försedd blå lappmössa, med tre kilar synliga, och däröver en av en vågskura bildad blå ginstam, belagd med en öppen krona av silver.
Vapnet tillkom efter ett privat förslag och fastställdes för köpingen av Kungl. Maj:t 1949. Året efter fastställdes även ett vapen för den angränsande landskommunen. När dessa återförenades förlorade landskommunens vapen sin giltighet. Köpingens vapen registrerades för kommunen hos Patent- och registreringsverket 1981, enligt blasoneringen ovan.

Vilhelmina landskommun (1950–1964)
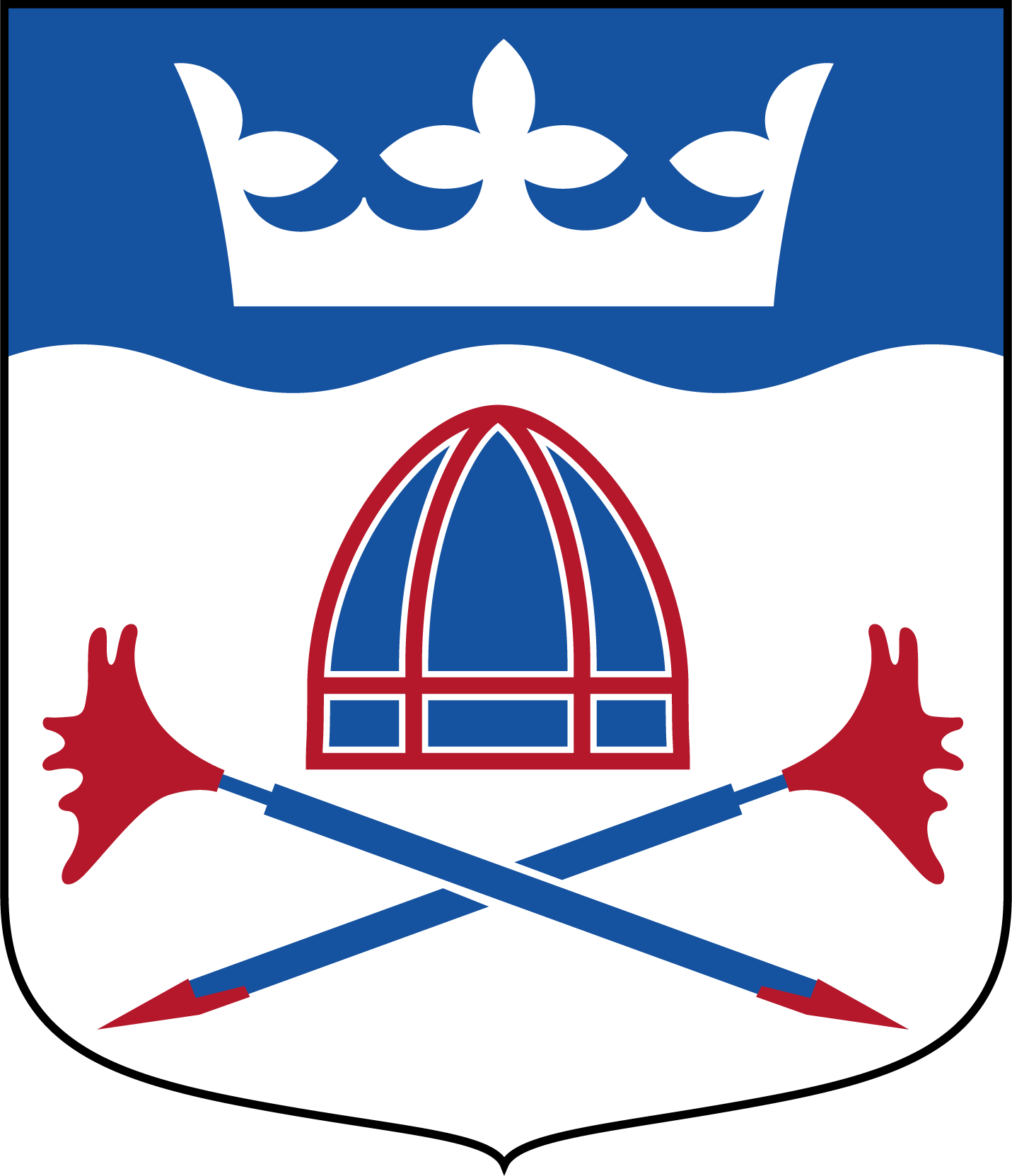
Vilhelmina kommunvapen (1965–)

### Sport
Vilhelmina Bowlingcenter är en bowlinghall med åtta banor.